# Ян Лашак
Ян Лашак (словац. Ján Lašák; 10 квітня 1979, Зволен, ЧССР) — словацький хокеїст, воротар.
Вихованець хокейної школи ХКм «Зволен». Виступав за ХКм «Зволен», «Мілвокі Адміралс» (ІХЛ), «Нашвілл Предаторс», СКА (Санкт-Петербург), ХК «Пардубиці», ХК «Кошиці», «Атлант» (Митищі), «Йокеріт» (Гельсінкі), «Амур» (Хабаровськ), «Спартак» (Москва), «Дукла» (Тренчин), «Білі Тигри» (Ліберець).
У чемпіонатах НХЛ — 4 матчі.
У складі національної збірної Словаччини провів 77 матчів; учасник зимових Олімпійських ігор 2002 і 2006, учасник чемпіонатів світу 2000, 2001, 2002, 2003, 2004, 2005, 2006, 2008, 2009 і 2011, учасник Кубка світу 2004. У складі молодіжної збірної Словаччини учасник чемпіонату світу 1999.
Досягнення
- Чемпіон світу (2002), срібний призер (2000), бронзовий призер (2003). Чемпіон Чехії (2005, 2016), срібний призер (2007)
- Чемпіон Словаччини (2010).